# Teatro da Broadway

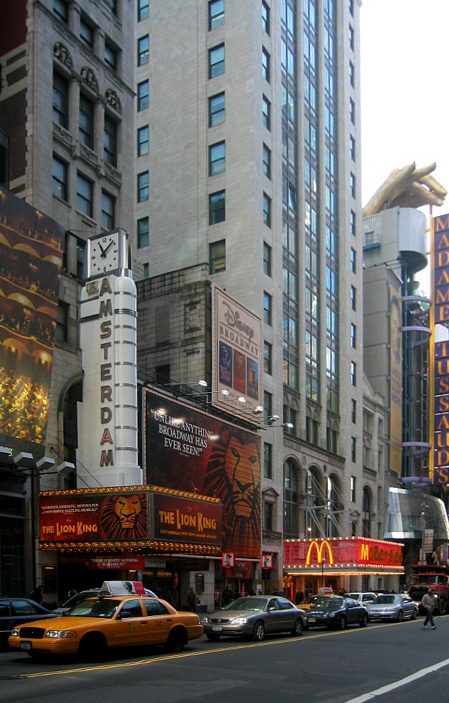
O Rei Leão, no New Amsterdam Theatre, o musical da Broadway mais bem sucedido de todos os tempos.

Teatro da Broadway (Broadway theatre, em inglês), também conhecido simplesmente como Broadway, refere-se às apresentações teatrais apresentadas nos 41 teatros profissionais, cada um com 500 ou mais lugares, localizados no Theatre District e no Lincoln Center ao longo da Broadway, em Midtown Manhattan, na cidade de Nova Iorque.
Embora a via em si seja homônima com o distrito e sua coleção de 41 teatros, e também seja intimamente identificada com a Times Square, apenas três dos teatros estão efetivamente localizados na própria Avenida Broadway (são eles o Broadway Theatre, o Palace Theatre e o Winter Garden Teatro). O restante está localizado nas ruas transversais numeradas que se estendem do Nederlander Theatre um quarteirão ao sul da Times Square na Rua 41, ao norte ao longo de cada lado da Broadway até a Rua 53, bem como o Vivian Beaumont Theatre, no Lincoln Center, na Rua 65. Embora existam exceções, o termo "teatro da Broadway" é geralmente reservado para locais com capacidade para pelo menos 500 pessoas, teatros menores são chamados de off-Broadway (independentemente da localização), enquanto locais muito pequenos (menos de 100) são chamados off-off-Broadway, um termo que também pode ser aplicado a teatro não comercial ou de vanguarda, ou a produções realizadas fora de locais de teatro tradicionais.
Os teatros da Broadway são uma atração turística popular em Nova Iorque. De acordo com The Broadway League, na temporada 2017–2018 (que terminou em 27 de maio de 2018), o público total foi de 13.792.614 e os shows da Broadway lucraram US$1.697.458.795 em bilheterias. A grande maioria dos espetáculos da Broadway são musicais. O historiador Martin Shefter argumenta, "musicais da Broadway, culminando nas produções de Richard Rodgers e Oscar Hammerstein, tornaram-se formas enormemente influentes da cultura popular americana" e ajudaram a tornar Nova York a capital cultural da nação.

## Lista de teatros da Broadway
| Teatro                                      | Endereço             | Capacidade |
| ------------------------------------------- | -------------------- | ---------- |
| Ambassador Theatre                          | 219 West 49th Street | 1120       |
| American Airlines Theatre                   | 229 West 42nd Street | 740        |
| Brooks Atkinson Theatre                     | 256 West 47th Street | 1109       |
| Ethel Barrymore Theatre                     | 243 West 47th Street | 1096       |
| Belasco Theatre                             | 111 West 44th Street | 1040       |
| Vivian Beaumont Theatre (no Lincoln Center) | 150 West 65th Street | 1105       |
| Bernard B. Jacobs Theatre                   | 242 West 45th Street | 1101       |
| Biltmore Theatre                            | 261 West 47th Street | 650        |
| Booth Theatre                               | 222 West 45th Street | 806        |
| Broadhurst Theatre                          | 235 West 44th Street | 1218       |
| The Broadway Theatre                        | 1681 Broadway        | 1761       |
| Circle in the Square Theatre                | 235 West 50th Street | 776        |
| Cort Theatre                                | 138 West 48th Street | 1102       |
| George Gershwin Theatre                     | 222 West 51st Street | 1935       |
| John Golden Theatre                         | 252 West 45th Street | 805        |
| Helen Hayes Theatre                         | 240 West 44th Street | 597        |
| Hilton Theatre                              | 213 West 42nd Street | 1829       |
| Al Hirschfeld Theatre                       | 302 West 45th Street | 1437       |
| Imperial Theatre                            | 249 West 45th Street | 1435       |
| Walter Kerr Theatre                         | 219 West 48th Street | 947        |
| Longacre Theatre                            | 220 West 48th Street | 1095       |
| Lunt-Fontanne Theatre                       | 205 West 46th Street | 1509       |
| Lyceum Theatre                              | 149 West 45th Street | 943        |
| Majestic Theatre                            | 247 West 44th Street | 1609       |
| Marquis Theatre                             | 1535 Broadway        | 1615       |
| Minskoff Theatre                            | 200 West 45th Street | 1710       |
| Music Box Theatre                           | 239 West 45th Street | 1025       |
| Nederlander Theatre                         | 208 West 41st Street | 1232       |
| New Amsterdam Theatre                       | 214 West 42nd Street | 1801       |
| Eugene O'Neill Theatre                      | 230 West 49th Street | 1108       |
| Palace Theatre                              | 1564 Broadway        | 1743       |
| Richard Rodgers Theatre                     | 226 West 46th Street | 1380       |
| Gerald Schoenfeld Theatre                   | 236 West 45th Street | 1093       |
| Shubert Theatre                             | 225 West 44th Street | 1468       |
| Neil Simon Theatre                          | 250 West 52nd Street | 1428       |
| St. James Theatre                           | 246 West 44th Street | 1710       |
| Studio 54                                   | 254 West 54th Street | 922        |
| August Wilson Theatre                       | 245 West 52nd Street | 1222       |
| Winter Garden Theatre                       | 1634 Broadway        | 1498       |

## 15 shows há mais tempo em cartaz na história da Broadway
As produções mais em tempo em cartaz na história da Broadway abaixo. M significa musical, P significa peça, e R significa teatro de revista.
Última atualização: 17 de abril de 2023
| #   | Título               | Tipo | Data de abertura        | Data de fechamento     | Performances | Notas |
| --- | -------------------- | ---- | ----------------------- | ---------------------- | ------------ | --- |
| 1.  | O Fantasma da Ópera  | M    | 26 de janeiro de 1988   | 16 de abril de 2023    | 13 973       | 7 Tony Awards em 1988, incluindo Melhor Musical 7 Drama Desk Awards em 1988 Mais longo musical da Broadway |
| 2.  | Chicago              | M    | 14 de novembro de 1996  |                        | 10 329       | Atualmente em cartaz no Ambassador Theatre 6 Tony Awards em 1997, incluindo Melhor Revival de Musical 6 Drama Desk Awards em 199, incluindo Excelente Revival de Musical Grammy Award de Melhor Álbum de Musical Teatral em 1998 Produção original de 1975 (936 performances) Mais longo revival, mais longo show que estreou na Broadway e mais longo musical americano |
| 3.  | O Rei Leão           | M    | 13 de novembro de 1997  |                        | 9 944        | Atualmente em cartaz no Minskoff Theatre 6 Tony Awards em 1998, incluindo Melhor Musical 8 Drama Desk Awards em 1998 Grammy Award de Melhor Álbum de Teatro Musical em 1999 Mais longo show da Walt Disney Theatrical. |
| 4.  | Cats                 | M    | 7 de outubro de 1982    | 20 de setembro de 2000 | 7 485        | 7 Tony Awards em 1983, incluindo Melhor Musical 3 Drama Desk Awards em 1983 Grammy_Award de Melhor Álbum de Teatro Musical em 1984 Revival em 2016 (40 performance, atualmente em cartaz no Neil Simon Theatre) |
| 5.  | Les Miserábles       | M    | 12 de março de 1987     | 18 de março de 2003    | 6 680        | 8 Tony Awards em 1987, incluindo Melhor Musical 5 Drama Desk Awards em 1987, incluindo Excepcional Musical Grammy Award de Melhor Álbum de Teatro Musical em 1988 Revival em 2006 (463 performances) e 2014 (984 performances, atualmente em cartaz no Imperial Theatre)                                                                                                 |
| 6.  | Wicked               | M    | 30 de outubro de 2003   |                        | 7 485        | Atualmente em cartaz no Gershwin Theatre 3 Tony Awards em 2004 7 Drama Desk Awards em 2004, incluindo Excepcional Musical Grammy Award de Melhor Álbum de Teatro Musical em 2005 |
| 7.  | A Chorus Line        | M    | 25 de julho de 1975     | 28 de abril de 1990    | 6 137        | 9 Tony Awards em 1976, incluindo Melhor Musical 5 Drama Desk Awards em 1976, incluindo Excepcional Musical Um Special Tony Award em 1984 por ser [até então] o show mais tempo em cartaz Prêmio Pulitzer de Teatro em 1976 Revival em 2006 (759 performances) |
| 8.  | Oh! Calcutta!        | R    | 24 de setembro de 1976  | 6 de agosto de 1989    | 5 959        | Revival Produção original em 1969 (1314 performances) Primeiro revival a chegar a mais de 1000 performances Mais longo teatro revista da Broadway |
| 9.  | Mamma Mia!           | M    | 18 de outubro de 2001   | 12 de setembro de 2015 | 5 758        | Mais longo "jukebox musical" da Broadway |
| 10. | Beauty and the Beast | M    | 18 de abril de 1994     | 29 de julho de 2007    | 5 461        | Um Tony Award em 1994 |
| 11. | Rent                 | M    | 29 de abril de 1996     | 7 de setembro de 2008  | 5 123        | 4 Tony Awards em 1996, incluindo Melhor Musical 6 Drama Desk Awards em 1996, incluindo Excepcional Musical Prêmio Pulitzer de Teatro em 1996 |
| 12. | Jersey Boys          | M    | 6 de novembro de 2005   | 15 de janeiro de 2017  | 4 642        | 4 Tony Awards em 2006, incluindo Melhor Musical 2 Drama Desk Awards em 2006 Grammy Award de Melhor Álbum de Teatro Musical em 2007 |
| 13. | Miss Saigon          | M    | 11 de abril de 1991     | 28 de janeiro de 2001  | 4 092        | 3 Tony Awards em 1991 4 Drama Desk Awards em 1991 |
| 14. | 42nd Street          | M    | 25 de agosto de 1980    | 8 de janeiro de 1989   | 3 486        | 2 Tony Awards em 1981, incluindo Melhor Musical 2 Drama Desk Awards em 1981 Revival em 2001 (1524 performances) |
| 15. | Grease               | M    | 14 de fevereiro de 1972 | 13 de abril de 1980    | 3 388        | 2 Drama Desk Awards em 1972 Revivals em 1994 (1505 performances) e 2007 (554 performances) |

## Homenagens
O Broadway também foi homenageado em 1974 pelos Bee Gees, que compuseram a música "Nights on Broadway".

## Galeria

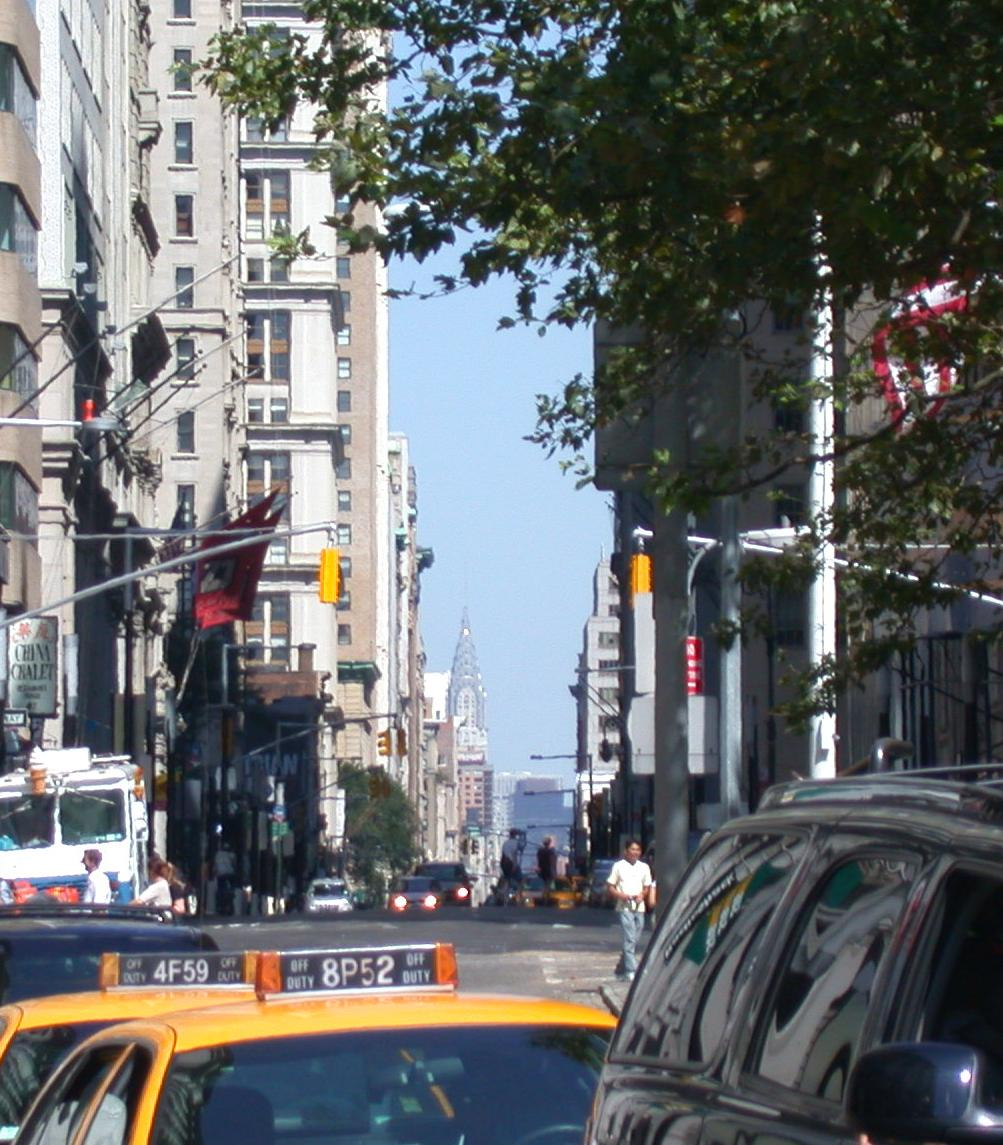
A larga avenida Broadway, que dá nome a este gênero de teatro.
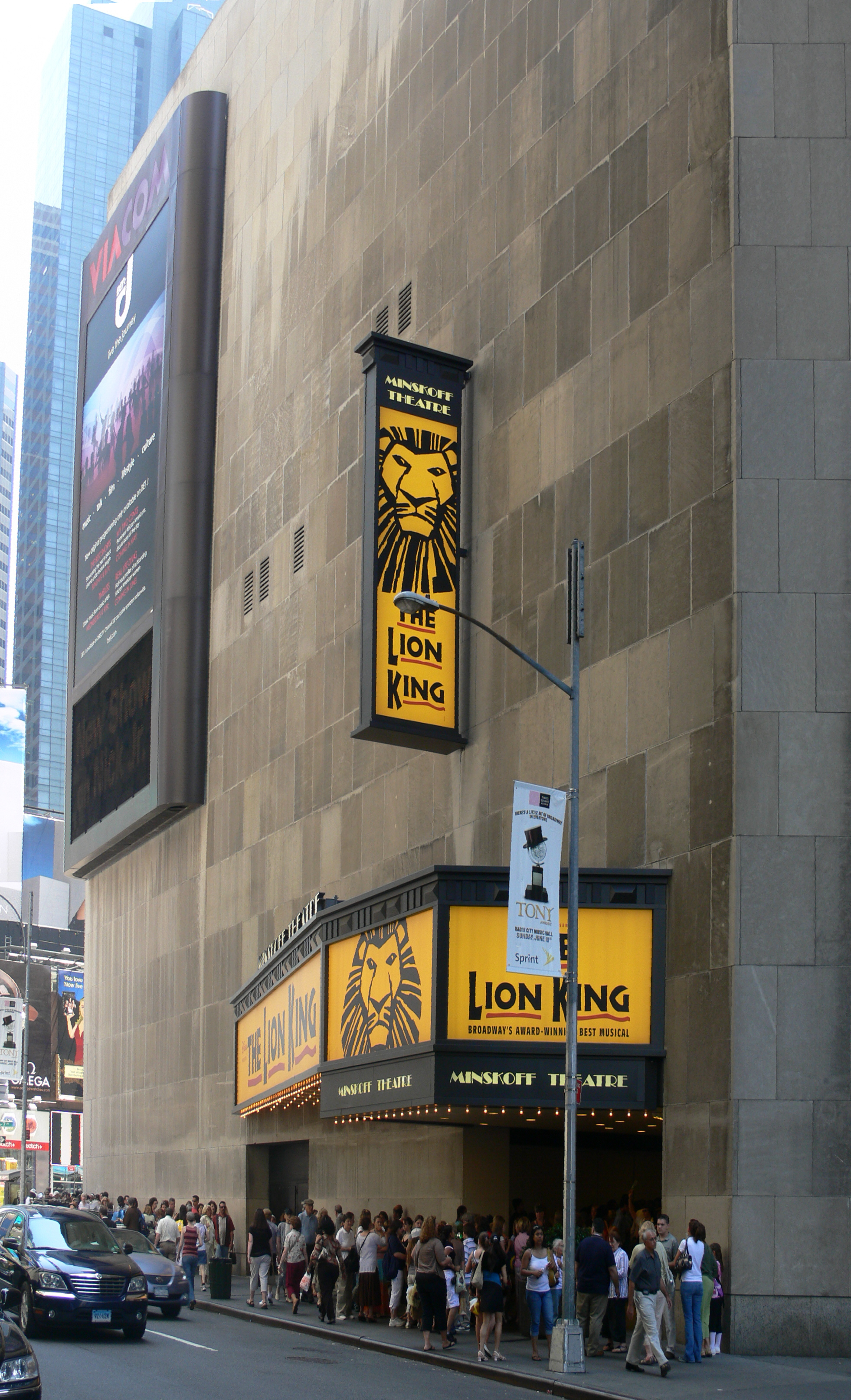
The Lion King em apresentação.